# アビイ・ロード E.P.
アビイ・ロード E.P. (The Abbey Road E.P.) は、レッド・ホット・チリ・ペッパーズが1988年に発表したEP盤。ビートルズのアビイ・ロードのジャケットのパロディで、メンバーが全裸で局部にソックスを被せた状態（通称・ペニソックス）でアビー・ロード・スタジオ前の横断歩道を横切る姿のジャケット写真で知られる。

## トラックリスト
1. "Fire" （ジミ・ヘンドリックス） - 2:02
2. "Backwoods" - 3:06
3. "Catholic School Girls Rule" - 1:57
4. "Holywood (Africa)" - 5:04
5. "True Men Don't Kill Coyotes" - 3:38